# Land grid array
Land grid array (LGA) és un tipus d'encapsulat de circuit integrat utilitzat com a interfície física dels microprocessadors Intel Pentium 4, Intel Xeon, Intel Core 2 Duo i AMD Opteron. A diferència de la pin grid array (PGA), interfície trobada en la majoria dels processadors AMD i Intel anteriors, no existeixen les branques al xip, en lloc de les clavilles són pastilles de nu de coure xapada en or que toquen les branques a la placa mare.
Si bé els sockets LGA han estat en ús des de 1996 a tecnologies de MIPS R10000, R12000 i processadors R14000 la interfície de no tenir un ús generalitzat fins que Intel va presentar la seva plataforma LGA començant amb el 5x0 i 6x0 seqüència nucli Pentium 4 Prescott l'any 2004. All Pentium D, i els processadors d'escriptori Core 2 Duo que actualment utilitzen un sòcol LGA.
Com de Q1 2006 Intel Xeon de commutació de la plataforma de servidor a partir de la LGA 5000-models de sèrie. AMD presenta el seu servidor LGA plataforma a partir de 2000-la sèrie Opteron En Q2 2006. AMD ofereix la placa mare Athlon 64 FX-74 de socket 1.207 FX a través de la ASUS L1N64 SLI WS com l'única ordinador d'escriptori amb solució LGA en el mercat d'ordinadors d'escriptori d'AMD actualment.
L'escriptori d'Intel socket LGA s'anomena socket 775 (socket T) mentre que la variant per servidor s'anomena socket 771 (socket J). Intel suposadament va decidir canviar a un sòcol LGA, ja que proporciona un major punt de contacte, el que permet, per exemple, freqüències de rellotge més altes. La configuració LGA disposa de major densitat de pin és, permetent major poder de contacte i, per tant, una font d'alimentació més estable per al xip. Els fabricants de placa mare s'han queixat que es va introduir l'encapsulat LGA únicament per passar la càrrega dels problemes de branques doblegades d'Intel als fabricants d'electrònica.
El servidor d'AMD socket LGA és designat socket 1.207 (socket F) similars als d'Intel, AMD va decidir utilitzar un sòcol LGA perquè permet major densitat de pins. La talla d'un PGA de 1207-pins seria simplement massa gran i consumiria molt d'espai a les plaques mare.